# Conștiința (revistă)
Conștiința este o publicație creștin-ortodoxă de informare și opinie, care apare la Ploiești, județul Prahova. Primul număr a apărut în toamna anului 2005 la inițiativa preotului Dr. Claudiu Băzăvan. Este editată de Litera Ortodoxă.